# Prinčevsko življenje
Prinčevsko življenje (izvirno nizozemsko Prinsenleven) je roman nizozemske pisateljice Corien Botman. V slovenščino ga je prevedla Katjuša Ručigaj. Knjiga se je tik pred izidom v Sloveniji uvrstila med finaliste nagrade Kinderboekwinkelprijs 2009.

## Vsebina
Trinajstletni deček Čarli želi postati komik in ob vsaki priložnosti pripoveduje šale. Tudi njegov dedek je verjel, da je smeh največji zaklad. Dedek mu zapusti srečko, ki na Ulični loteriji zadane šest milijonov evrov. Življenje se za njegovo družino popolnoma spremeni. Oče in mati popolnoma pozabita na Čarlija, preveč sta zaposlena z nakupovanjem vseh mogočih stvari. Čarli obdari sošolce, vendar pa se sošolci, prijatelji in učitelji začnejo do Čarlija obnašati drugače. Sedaj je deček s šestimi milijoni evri. Družina dobiva veliko klicev in pisem ljudi, ki jih prosijo naj jim posodijo denar. Oglašajo se jim ljudje, ki trdijo, da so njihovi sorodniki. Čarli nad novim življenjem ni več navdušen, želi si, da bi denar preprosto izginil. 

## Zbirka
Knjiga je izšla v Zbirka Z(o)renje založbe Miš .

## Izdaje in prevodi
- Slovenski prevod iz leta 2009 (COBISS)